# 두주 (전한)
두주(杜周, ? ~ 기원전 94년)는 전한 중기의 관료로, 자는 장유(長孺)이며 남양군 두연현(杜衍縣) 사람이다.

## 생애
남양태수 의종의 밑에서 주강(周彊)과 함께 일하였고, 의종이 장탕에게 천거하여 정위의 사(史)가 되었다.
이후 두주는 변방의 병졸이 탈영한 사건을 조사하여 많은 사람을 처형하였고, 상주문이 무제의 뜻에 맞아 중용되었다. 십수 년에 걸쳐 감선과 함께 어사중승(御史中丞)이 되었고, 원봉 2년(기원전 109년)에 정위가 되었다.
두주는 머리 회전이 빠른 편은 아니었으나, 법률을 적용하는 데에는 뼛속까지 엄격하였다. 두주와 좌내사 감선의 치적은 장탕을 본뜬 것으로, 무제의 의중에 영합하기를 잘하였다. 무제가 미워하는 자이면 법을 적용하여 치죄하고, 용서하려는 자이면 일부러 무죄의 증거가 나올 때까지 손을 놓았다. 어느 빈객이 이를 비난하였다.
| “ | 당신은 천하의 송사를 관장하면서 율령을 따르지 않고 임금의 뜻에 따라 (사람을) 옥에 가두는데, 원래 옥이란 그런 것입니까? | ” |

두주가 답하였다.
| “ | 율령이란 그 당시의 임금이 그때 올바르다 생각하여 만든 것이지, 절대불변의 법인 것은 아닙니다. | ” |

두주가 정위를 지냈을 때에 하옥된 자가 많았으며, 이천석도 백 명 이상이 하옥되었다. 또 군에서 정위로 넘겨진 사건도 한 해에 천 건이나 되었다. 관리는 안건에 적혀있는 대로 관계자를 문초하고, 이를 인정하지 않으면 고문하여 자백을 받아내었다. 때문에 하옥될 것을 알게 된 자들은 모두 달아났고, 수감 기간이 긴 자는 십 년 이상이나 있었다. 이러한 안건에 실린 자는 6, 7만 명이나 되었으며, 다시 조사를 통해 십만 명 이상이 추가되었다.
두주는 한때 파면되었다가 집금오가 되었고, 상홍양과 위황후의 일족도 가리지 않고 잡아들였기 때문에 무제는 그가 공명정대하다고 생각하였다. 이듬해에 어사대부로 승진하였고, 4년 후 병으로 죽었다.
두주가 정위의 사가 되었을 때에는 가진 것이 말 한 필 뿐이었으나, 본인은 삼공에 오르고 두 아들이 황하를 끼고 태수가 되었으며 집은 엄청난 부를 축적하게 되었다. 자식들은 모두 아버지를 본받아 혹독한 정치를 하였으나, 두연년만은 관대하게 하여 어사대부에 이르렀다.

## 출전
- 사마천, 《사기》 권62 혹리열전
- 반고, 《한서》 권60 두주전

## 가계
| 전임 조우 | 전한의 정위 기원전 109년 ~ 기원전 99년 | 후임 오존 |

| 전임 (사실상) 왕온서 | 전한의 집금오 기원전 99년 ~ 기원전 98년 2월 | 후임 범방거 |

| 전임 왕경 | 전한의 어사대부 기원전 98년 2월 ~ 기원전 94년 | 후임 포승지 |